# Élie Blanchard
Joseph Élie Blanchard (* 3. August 1881 in Montreal; † 12. Dezember 1941 ebenda) war ein kanadischer Lacrossespieler.

## Erfolge
Élie Blanchard war Mitglied der Winnipeg Shamrocks, mit denen er bei den Olympischen Spielen 1904 in St. Louis im ersten Lacrossewettbewerb der Olympischen Spiele antrat. Neben ihm gehörten außerdem George Cattanach, William Brennaugh, George Bretz, William Burns, George Cloutier, Sandy Cowan, Jack Flett, Benjamin Jamieson, Stuart Laidlaw, Hilliard Lyle und Lawrence Pentland zur Mannschaft. Blanchard spielte dabei auf der Position eines Verteidigers.
Neben den Winnipeg Shamrocks nahmen lediglich noch eine Mannschaft der Mohawk Indians of Canada und die Gastgeber aus St. Louis teil, die St. Louis Amateur Athletic Association. St. Louis bestritt seine erste Partie gegen die indianische Mannschaft und besiegte diese, womit sie ins Endspiel gegen die Winnipeg Shamrocks einzog. Mit 8:2 setzten sich die Shamrocks deutlich gegen St. Louis durch und Blanchard erhielt wie seine Mannschaftskameraden als Olympiasieger die Goldmedaille.
Élie Blanchard schloss 1902 sein Studium an der École polytechnique de Montréal ab. 1904 arbeitete er als Ingenieur in Manitoba und wurde ein Jahr darauf Chefingenieur der Stadt Saint-Henri. Als diese in Montreal eingemeindet wurde, behielt Blanchard seinen Job. Ab 1915 war er für die Straßen und das Abwasser Montreals zuständig und wurde 1918 zum Inspektor der Straßenabteilung befördert. 1930 wurde er Chefingenieur und Direktor des Montrealer Tiefbauamtes.